# M231射孔槍
M231射孔槍（M231FPW，Firing Port Weapon）由岩島兵工廠設計通過武器試驗後而生產。是為了M2布萊德雷步兵戰車內的6個射孔（車體兩側及車體後方各兩個）裝備所設計的M16特殊衍生型，後來布萊德雷側面的兩個射孔取消，M231遂成為車組成員的自衛武器。

## 歷史
1972年，專為機械化步兵戰鬥車輛（Mechanized Infantry Combat Vehicle—MICV）的計劃開始進行，射孔武器是計劃的一部份，目的在於讓車內步兵能藉由射孔攻擊試圖接近車輛的敵軍。

射孔武器（Firing Port Weapon）計劃原型槍測試編號為XM723MICV，主要的競爭者包括M3衝鋒槍、黑克勒-科赫（Heckler & Koch）其於HK53的射孔改進型HK53 MICV及岩島兵工廠的AR-15／M16A1的射孔改進型。
1974年，岩島兵工廠獲勝，命名為XM231。柯爾特獲得生產合同，最後命名正式為M231。
儘管所有布萊德雷步兵戰車的側面射孔取消，M231仍然繼續服役，變為車組乘員自衛武器、下車後的緊急近戰武器及尾門射孔武器。

## 規格

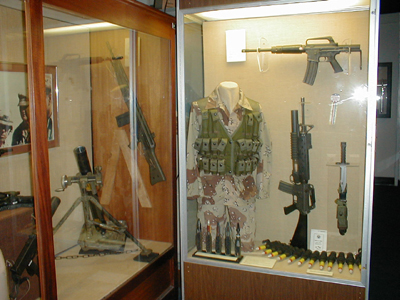
海灣戰爭時的M231

M231射孔槍與M16很不同，原型的RIA FPW采用開膛待擊設計，擁有極高的射速（1050發／分鐘）。由於射孔槍沒有瞄準照門，只能以發射M196或M856曳光彈來修正射線，柯爾特的XM231有特製的緩衝器和復進彈簧組件（內有三條彈簧），令射速降至每分鐘200發，可避免士兵在正確瞄準前射光30發子彈。
原型的RIA FPW擁有11寸（280毫米）槍管，而柯爾特生產的原型和投產型采用15.6寸（396毫米）槍管，最初的射孔槍裝有翻轉式照門及沒有射孔鎖定裝置，裝有類似M3衝鋒槍的金屬製伸縮槍托令其可作為下車後的緊急近戰武器，後期型在護木前端增加一個螺旋型射孔鎖定裝置，移除翻轉式照門。
M231在正式生產前又取消了伸縮槍托，回復射速至每分鐘1100—1200發。
M231僅能全自動發射，機匣採用開膛待擊的設計，上機匣的左面有一塊特製向下延伸的側板，從機匣外面強制鎖定快慢機的轉動距離只能選擇保險或全自動。M231有65％零件與全自動的M16A1通用。到1982年為止，柯爾特公司儀供生產24500枝M231供美國陸軍使用。

## 外部連結
- 槍炮世界—M231射孔槍 （页面存档备份，存于）